# 阿佩里贝
阿佩里贝是巴西里约热内卢州的一个市镇。总面积88.78平方公里，总人口9279人，人口密度104.5人/平方公里。